# 南美洲军事史

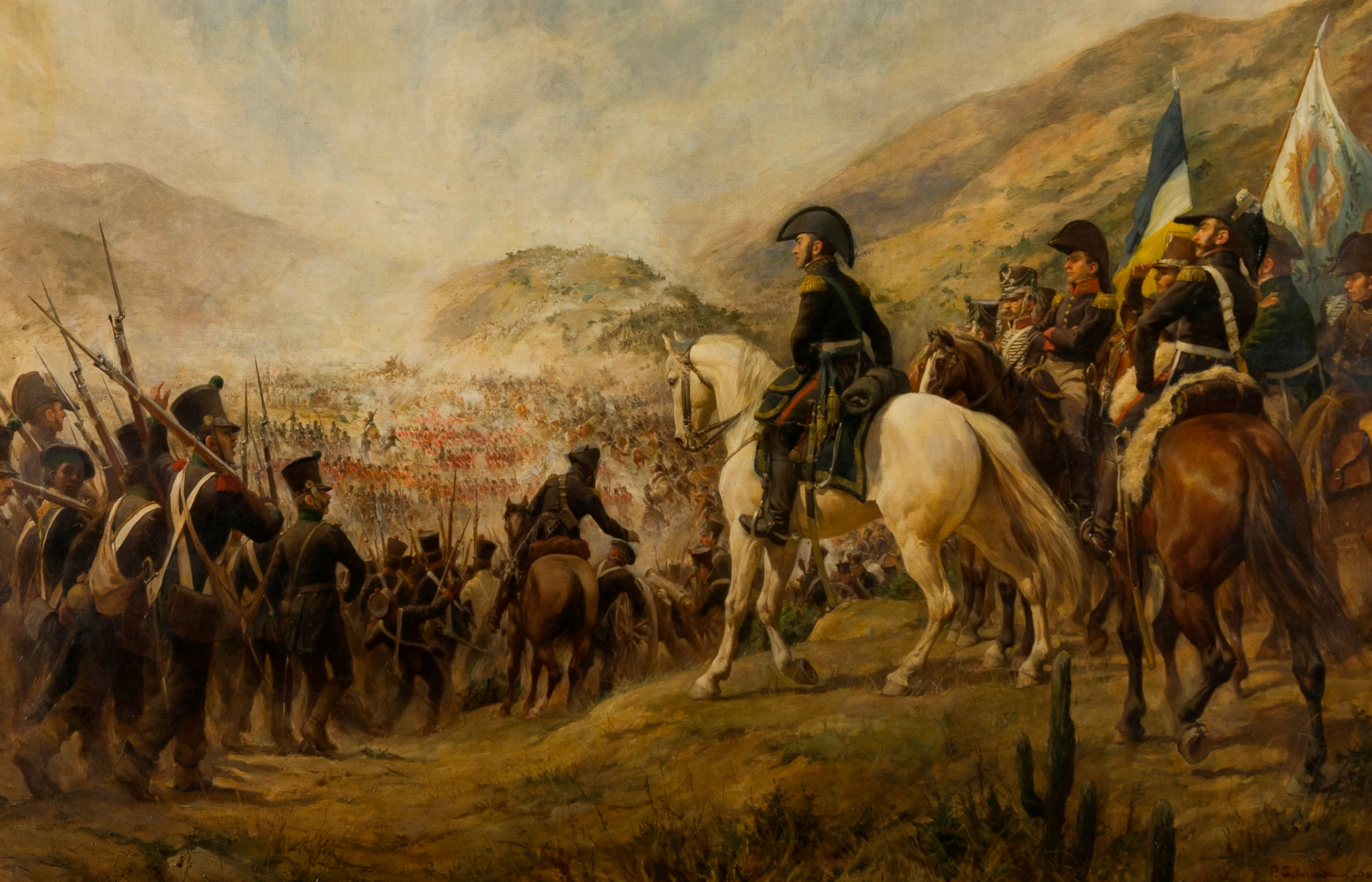
图为1817年的查卡布科战役，是智利独立战争的一部分，战场上的地形特别崎岖复杂。

南美洲的军事历史主要可以分为两个时期：前哥伦布及后哥伦布时期，而当时的领土大都被外来入侵的欧洲军队所瓜分。钢铁、火器、马匹等新武器的引入彻底地改变了当时的战争规模。而在后哥伦布时期，即19世纪初的时候，几乎所有的南美洲国家都发动了独立战争，这也成为了历史上的一个必然转折点。
纵观南美洲的历史，我们会发现其军事发展的最大特征便是：在地理上，与许多军事强国远隔重洋，也为其带来了优越的海上交通线，但南美洲独特的地形亦为当地军队造成了许多的后勤问题。

## 早期军事史

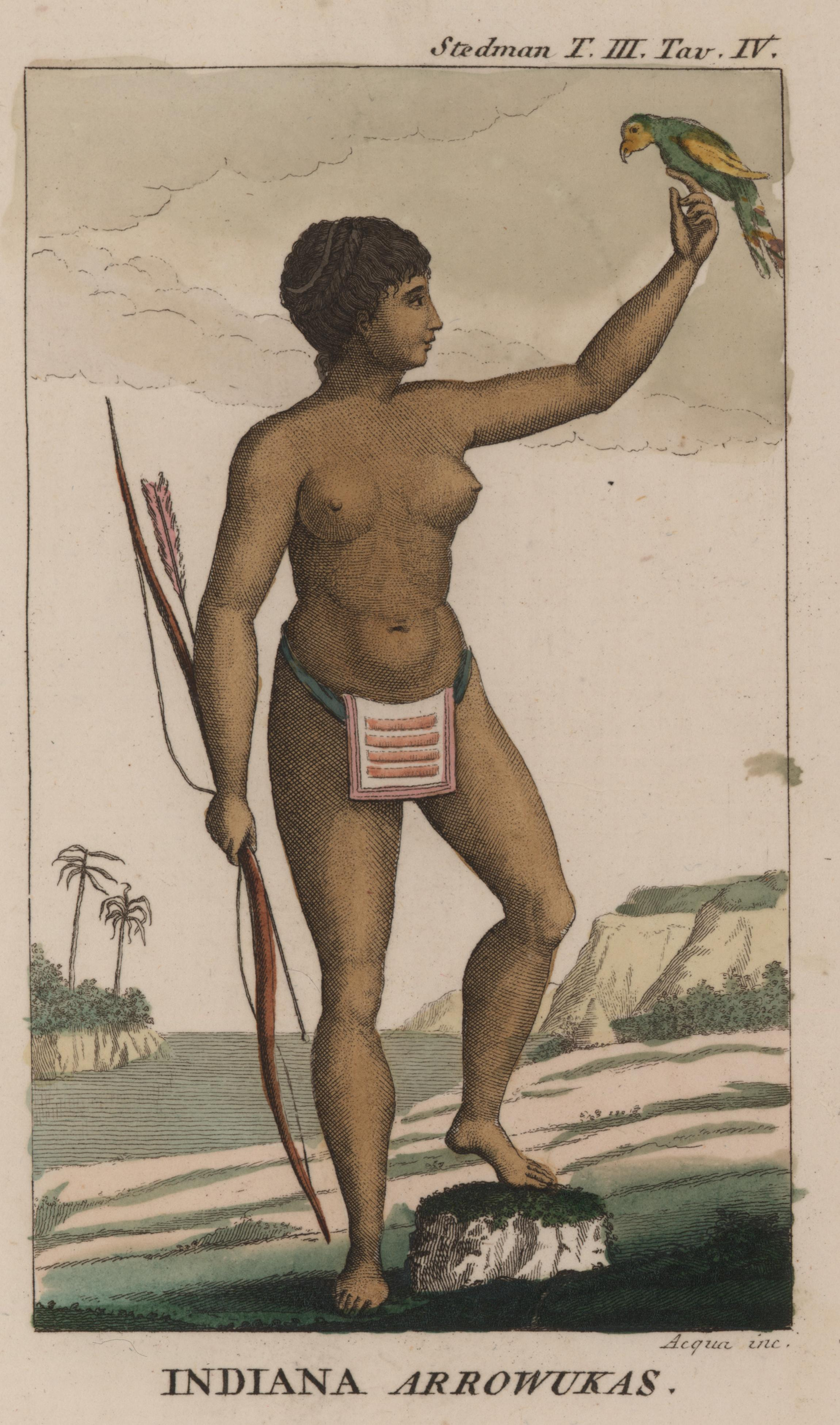
一位阿拉瓦克女人

南美洲早期的军事史与亚洲或欧洲的军事史截然不同。  与世界其他地方相比，冶金对美洲战争的影响并不多。在欧洲列强入侵以前，石头、木头和骨头，再加上有限的铜的使用，这些才是当时武器装备的主导。在美洲原住民居住的早期，当地的马匹早已灭绝，这也意味着早期的南美洲并不存在骑兵这一兵种，五千年来这个大陆从没有运用过马匹作战，是人类历史上独一无二的。就海战发展而言，早期南美洲人所建造的舰船大小是无法与其他大陆相比的。而在政治层面上，南美洲的国家形成也较晚，这也深深影响了南美洲早期国家生产大规模军队的能力。

### 加勒比海岸、亚马逊流域及南部
在大陆的北部边缘发生了两个种族之间的斗争所引发的军事行动。其中一个种族便是阿拉瓦克人，他们居住在南美洲的东海岸，最南可以到如今的巴西，一直可以延伸到圭亚那。尽管阿拉瓦克人已经统治了当地的其他族群，如西波内人，但当哥伦布第一次到达这里的时候，他们依然被描述成了一个和平的民族。然而，那时的阿拉瓦克人受到了来自加勒比人与日俱增的军事压力，据说，这也被迫使他们迁离原先的奥里诺科河地区，而选择前往加勒比地区居住。在哥伦布于1492年抵达加勒比群岛之前的一个世纪里，据说加勒比人已经取代了许多以前定居在岛链上的阿拉瓦克人，并且入侵了现在圭亚那领土所在的地区。加勒比人擅长造船并且都是出色的水手，这也是为何他们能稳固地统治加勒比盆地地区。而加勒比人有个特殊的战争仪式，那便是他们会食人，并且可能会将受害者的四肢当作战利品带回家。

汉斯·斯塔登（ Hans Staden ）所描述的巴西军事仪式。

在欧洲人发现之前，在巴西地区所定居的部落便多达2,000个，其中大部分都是以狩猎、捕鱼、采集果实及迁移农业为生的半游牧民族。图皮人便是其中的例子，他们几乎将部落扩张到了整个巴西海岸，于公元1500年的时候，人口便估计达到了100万人。图皮人经常与地区内的其他部落作战（有时也是内部斗争），目的就是俘虏他们的敌人，并残杀他们，与加勒比人一样，食人也是他们战后的一个重要仪式。再往南，也即是如今的巴拉圭、阿根廷和乌拉圭地区，这些早期的南美洲战争都属于零星冲突且都较为分散，这也是欧洲入侵者抵达之前所能知道的有限历史了。米努阿内
（Minuane) 是当时乌拉圭的一个土著部落，与其有关的其他部落还包括查鲁亞（Charrúa）和格诺亚（Guenoa），他们都生活在今天被称作“乌拉圭”、“阿根廷”东北部及“巴西”南部的地区，而且他们都是以捕鱼和觅食为生的游牧民族。巴拉圭的另一个部落，瓜拉尼人，他们也有一个游牧的且分散的社会。他们倾向于通过方言来组成部落或族群，并且与米努阿内人一样，他们并非是好战民族。（尽管查鲁亞人被认定於1515年杀死了在拉普拉塔河航行的西班牙探险家胡安·迪亚斯·德索利斯）

### 环太平洋
相比之下，南美洲的環太平洋山區卻經歷了一系列的帝國軍事化演變，並且部署了優良且有組織的軍事力量。安第斯中部的早期文明並沒有那麼集中，亦沒有那麼多的軍國主義色彩。例如，於公元前900至300年統治秘魯莫切河谷地區的查文文化並沒有在考古學上留下任何戰爭的痕跡。然而，於公元前100至700年之間，在秘魯的北部海岸，莫切人形成了一個較為複雜的國家系統，當中也發生了戰爭。在2005年，考古學家們發現了一名莫切婦女的木乃伊遺骸，她身上伴隨了各種的兵器和裝飾的文物，包括棍棒和長矛投擲器，這當中也暗示了莫切文化的軍事水平。在莫切文化的末期，他們定居的地方大多都有防禦工事，然而沒有任何證據表明會有他國入侵的徵兆，縱使許多學者過去都認為所謂的入侵者就是瓦里帝國。不過，也有一些社會動蕩的證據表明，可能是因為氣候變化的緣故，導致各派系為稀缺資源爭奪控制權。

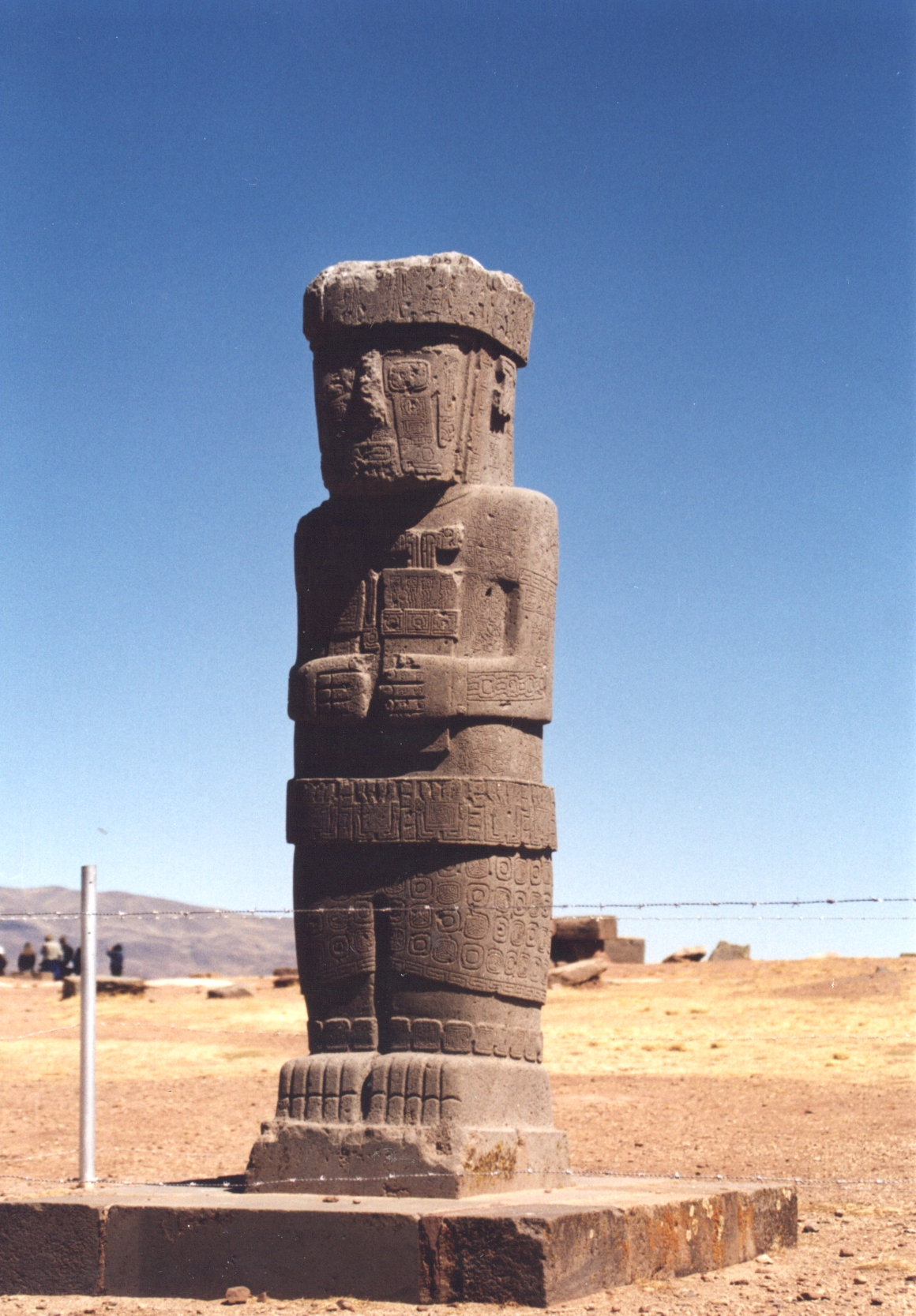
蒂亚瓦纳科雕像，該地區的權力象徵。

隨著莫切文明的衰敗，瓦里文明的勢力崛起了，一直從公元600年持續到了公元1200年。瓦里帝國的首都位於今天秘魯城市阿亞庫喬的東北部。從首都開始，瓦里人便一直擴張，直到控制了如今秘魯版圖內的大部分高地和海岸。在早期的時候，他們的領土擴大至帕查卡马克的神喻中心，但那裡依舊在很大程度上保持了自治。再後來，他們便擴張到了包括早期莫切文明和後來的奇穆文明大部分的領土。
奇穆人本身就是起源於曾經以莫切人為主的沿海地區，並以現今利馬南部的莫切山谷為中心。至公元900年的時候，一群奇穆統治者征服了周圍的山谷，而奇穆王國便在公元14世紀上半葉的時候，在山谷的某個地方建立了起來，並隨後對該地區進行了大規模的軍事擴張。在他們的鼎盛時期，奇穆人更是進軍到了沙漠海岸的邊緣，北部是杰奎特佩克山谷，而南部則是卡拉巴约。他們向南擴張的勢力被利馬山谷的軍事力量所遏制，奇穆王國就這樣一直維持了下去，直到印加人的入侵。
與此同時，在南部，蒂亚瓦纳科已經在公元400至1000年間發展成了一個組織優良、且集中的軍事力量，正在推動著安第斯地區的軍事發展。
拉巴斯以西的地方成為了蒂亚瓦纳科人的首都，並且繁榮了整整500年。在公元400年左右，蒂亚瓦纳科人進行了軍事擴張，進軍至永加斯地區，並將自己的文化帶入現今秘魯、玻利維亞及智利版圖內的其他文化中。蒂亚瓦纳科發展壯大的原因在於軍事擴張及殖民、貿易協定和宗教膜拜的相互結合。蒂亚瓦纳科的勢力不斷增長，直到公元950年左右，當時的氣候發生了劇變。隨著降雨量的減少，距離首都較遠的一些城市開始減少生產供應給社會精英的農作物。伴隨著產糧過剩的減少，文明中的精英的權力開始衰落，到了公元1000年，蒂亚瓦纳科文明便消失了。盡管這片土地在之後也很久沒有人居住，但蒂亚瓦纳科文明的影響並沒有減少，尤其是整個帝國的架構和軍事擴張的方法對後來的印加帝國先驅起到了至關重要的作用。
沿著安第斯山脈再往北，進入到如今厄瓜多爾的版圖，見到的便是基多文明，並在公元1000年的時候建立了基多市。基多人最後被卡拉文明所征服，而卡拉文明則在公元 980 年左右建立了基多王国。在他們的國王仕里斯（shyris）的統治下，卡拉文明形成了一個強大的軍事化王國，並且統治了厄瓜多爾高地，直到印加帝國的入侵。

## 印加帝国的征服史

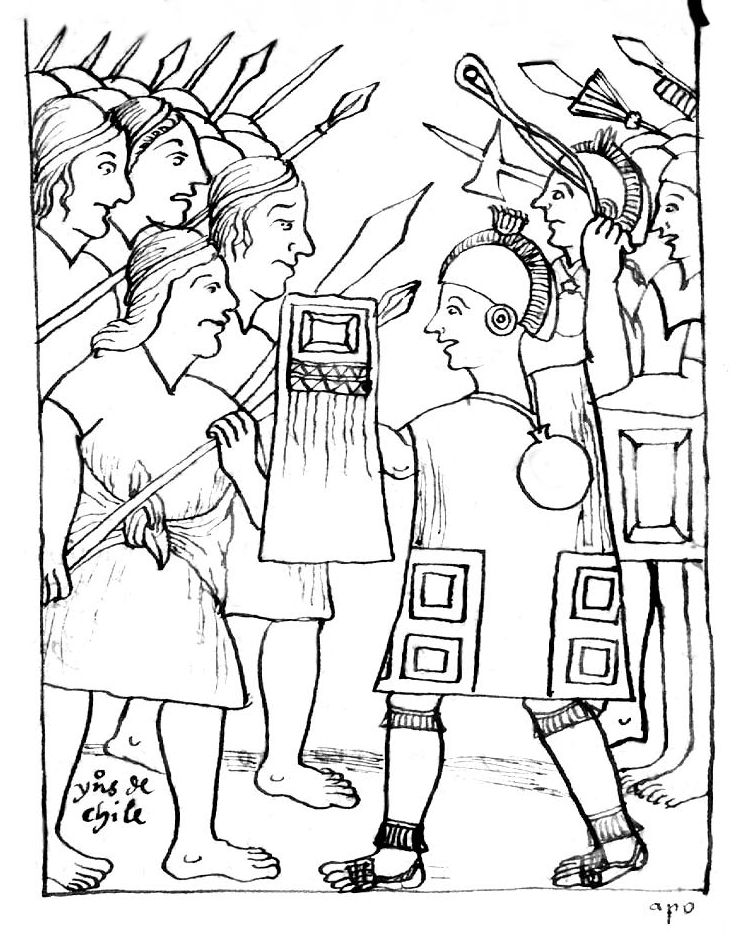
Huamán Poma de Ayala的图片，显示了当时马普切人（左）与印加人之间的对抗。

印加帝国是前哥伦布时期最庞大的美洲国家。印加帝国自13世纪初的某个时候起源于秘鲁的高地，从1438年到1533年，印加人使用了各种办法来征服他族，从武力征服到和平同化，以安地斯山脉为中心，印加帝国并入了南美洲西部的大部分地区，包括现今厄瓜多尔、秘鲁、玻利维亚中西部及中南部的大部分地区，再加上阿根廷西北部、智利北部和中北部以及哥伦比亚南部。印加人打仗的方法很好，组织良好，纪律严明，并且建基于原先的安地斯军事社会之上，印加帝国象征了南美洲军事发展向前迈进的重要一步。

### 印加帝国的崛起
印加帝国在帕查库特克·尤潘基的统治下，扩张到了今天的厄瓜多尔版图内，他在1463年的时候开始向北扩张，并且让自己的儿子图帕克·印卡·尤潘基控制军队，图帕克之后征服了基多王国，并继续向海岸进發。图帕克可能进行过一次穿越太平洋的海上航行，据他所称，在他这次航行返程回来后，他无法制服普纳岛以及瓜亚斯海岸的人民。然而他的儿子，瓦伊纳·卡帕克，随后便征服了这些民族，包括多年抵抗印加帝国的卡纳亚里人，并将厄瓜多尔并入印加帝国。在南部，尽管缺乏国家系统式的组织，但马普切人还是多次成功地击败了企图征服他们的印加帝国。马普切人曾与萨帕·印卡、图帕克·印卡·尤潘基以及他们各自的军队战斗过，为期3日的血腥对抗被后来称为了马乌莱河战役，此次战役遏制了印加帝国向南扩张以及对智利领土的征服。之后印加帝国撤退到了拉佩尔河和卡查波阿尔河的北面，并在那里建立了一条由 Pucará de La Compañía 和沃尔山丘的帕克拉 等堡垒守卫的坚固边界。
印加人发展出了一种综合性的战争模式，他们会先将间谍派遣到即将入侵的地区，然后试图贿赂当地领袖，并与当地的精英联姻。而在武力冲突发生的地区，印加帝国会从印加的中心地区驱赶一些懂得说克丘亚语的人，称作 "mitma"，因为他们忠于帝国，所以他们会被安置在刚刚被征服的地区。

### 印加帝國的軍隊

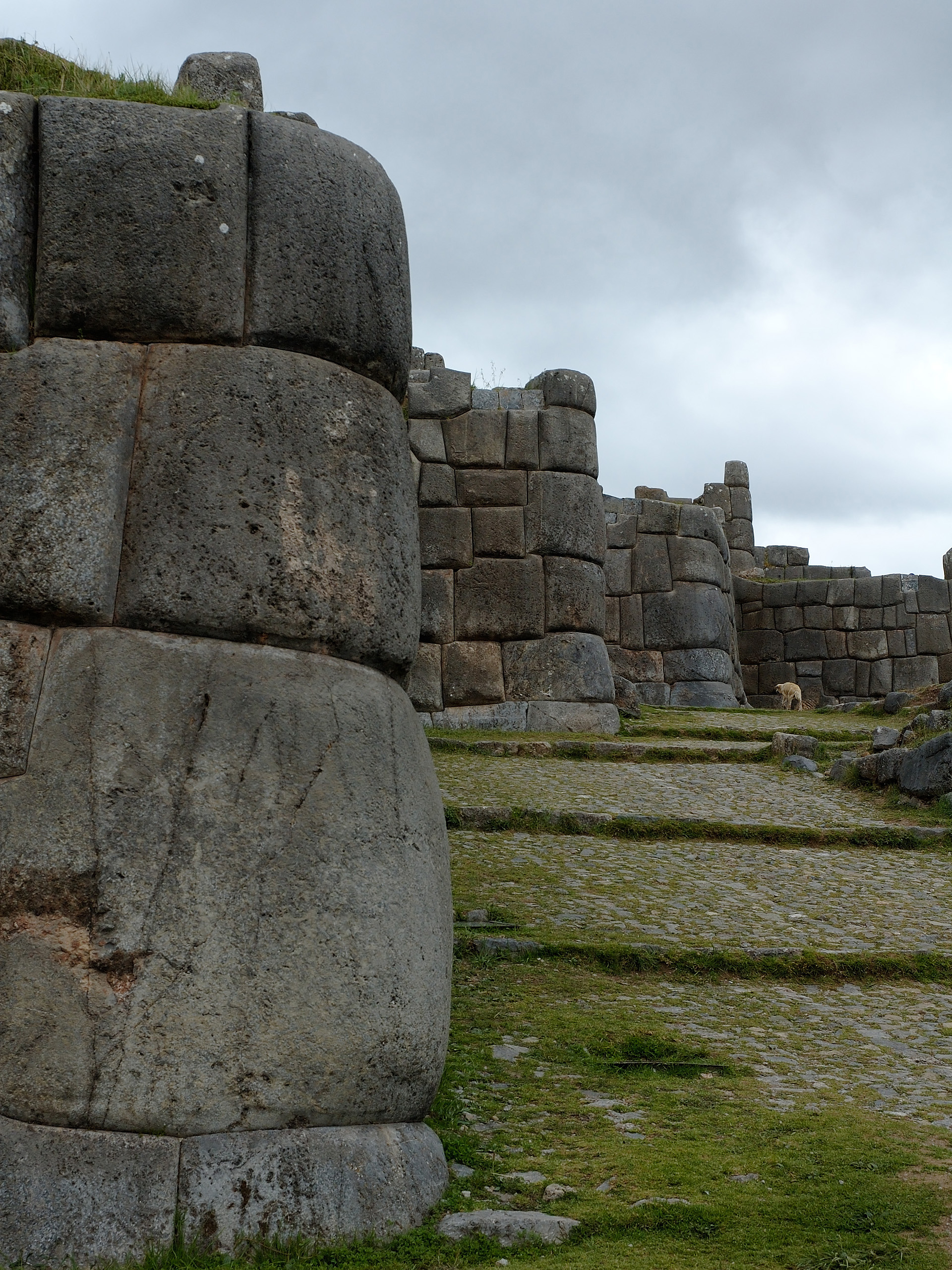
萨克塞瓦曼，印加人在庫斯科的據點。

印加帝国的軍隊可謂是當時南美洲最強大的軍事力量。即使印加人的科技水平只是與他們的敵人相若，但印加人卻擅長調動可用的人力並且快速組織一支紀律嚴明的軍隊。印加人與阿茲特克人不同，阿茲特克人發動戰爭的目的是為了俘虜人祭並且搜刮貢品，但印加人的目的卻是為了殺死敵兵並且佔領他們的領土，然後令對方的民族臣服於薩帕·印卡（印加帝國軍隊的最高統帥）的統治之下。印加帝國之所以能夠擴張到其最大的領土範圍，都得歸功於帝國的每個地方以及其人民，他們都為建立起一支強大的軍隊做出了巨大的貢獻，這也令到印加帝國一次就可以部署大約10萬人的軍隊，並且在軍隊後勤方面處理得十分優良，例如國家會將軍械庫內的資源分配給各個小分遣隊，並準備一定的行軍乾糧，而在駐軍的時候，則統一以白色的帳篷作為識別標記，並且以對稱的方式整齊排列。印加帝國內有一定程度建設的道路，這使得軍隊得以快速移動，並且在每隔一天行軍路程距離的地方設立一種名為“quolla ”的掩蔽處，為正在征戰的軍隊提供食物和休息。印加帝國的軍官通常來自薩帕·印卡自己的家族，這也令到整個軍隊的紀律意識得到改善和提升。
安地斯山脈的傳統戰鬥模式通常是圍城戰，大量不情願的應徵者會被派遣去征服敵方，而戰鬥的時候通常伴隨著鼓聲和喇叭聲。印加帝國擁有龐大的防禦工事，他們將巨大的石頭精心排列起來，形成一道強大的防禦體系，就像庫斯科的據點一樣。印加帝國的士兵一般會穿著那些帶有方格圖案的戰袍，並且用木、铜、青铜、藤条或动物皮制成的头盔保护自己，有些士兵更會在頭盔上裝飾羽毛。他們亦會攜帶那些用木头或皮革製成的盾牌上戰場，另外一些士兵也会在自己的战袍上添加一些棉料或小木板以提供额外的保护。在武器方面，印加帝国的军队拥有多种不同的武器，包括重型投石索、套索（ 交战时用以擒拿敌人的绳索）锯齿形的双手木剑、青铜及骨尖长矛、棍棒、石头及铜头战斧、青铜刀及镰刀（长柄武器皆附有弯曲的大刀片，可以用于从远处砍杀敌人）。

### 印加帝國的內戰
印加的薩帕·印卡，也即是帝國的統治者，瓦伊纳·卡帕克在調查帝國北部出現外來入侵的歐洲人的傳言時，不幸感染了天花，並於1527年病逝，此事導致印加帝國的內戰一觸即發。他的長子，也即是印加帝國的第一繼承人，尼南·库尤奇 ，不久也因天花病逝了。由於帝國的薩帕·印卡和王位繼承人相繼去世，這令到下一任的印加王位出現了動搖。帝國從來沒有明確的規定來說明該如何繼承王位， 這令到瓦斯卡爾和阿塔瓦尔帕兩兄弟同時宣稱自己是王位繼承人。自1531至1532年間，兩兄弟的軍隊便已經发生了多次戰鬥。阿塔瓦尔帕在摩加卡沙 (Mochacaxa)、賓科斯 (Pincos) 以及安達瓦亞斯 (Andaguayias)分別擊敗了他的兄弟，然後他繼續向南入侵了瓦斯卡爾的領地，並殺死了那些支持瓦斯卡爾的卡納里原住民。當阿塔瓦爾帕和他的軍隊快要抵達卡哈馬卡的時候，阿塔瓦爾帕命令他大部分的軍隊繼續向前進軍，而他自己，卻留在城市裡去查證那些西班牙人已經抵達帝國的傳言。接著，戰勝的消息很快便傳到了阿塔瓦爾帕的耳中，瓦斯卡爾冒然將一支軍隊派出來與阿塔瓦爾帕的軍隊交戰，但很快就被擊潰了，而他本人也遭到俘虜，印加帝國的內戰自此告一段落。

## 欧洲入侵史
从16世纪至17世纪，长达百年的欧洲入侵史对当地产生了莫大的影响，当中的入侵者基本上都是西班牙人和葡萄牙人。这次的外来入侵摧毁了整个印加帝国，而接踵而至的流行病和社会动荡更是直接灭绝当地多达93%的原住民社会。而绝大多数的军事行动都很难对一个地区产生如此摧毁性且深远的影响。

### 西班牙人的入侵

#### 征服印加帝国

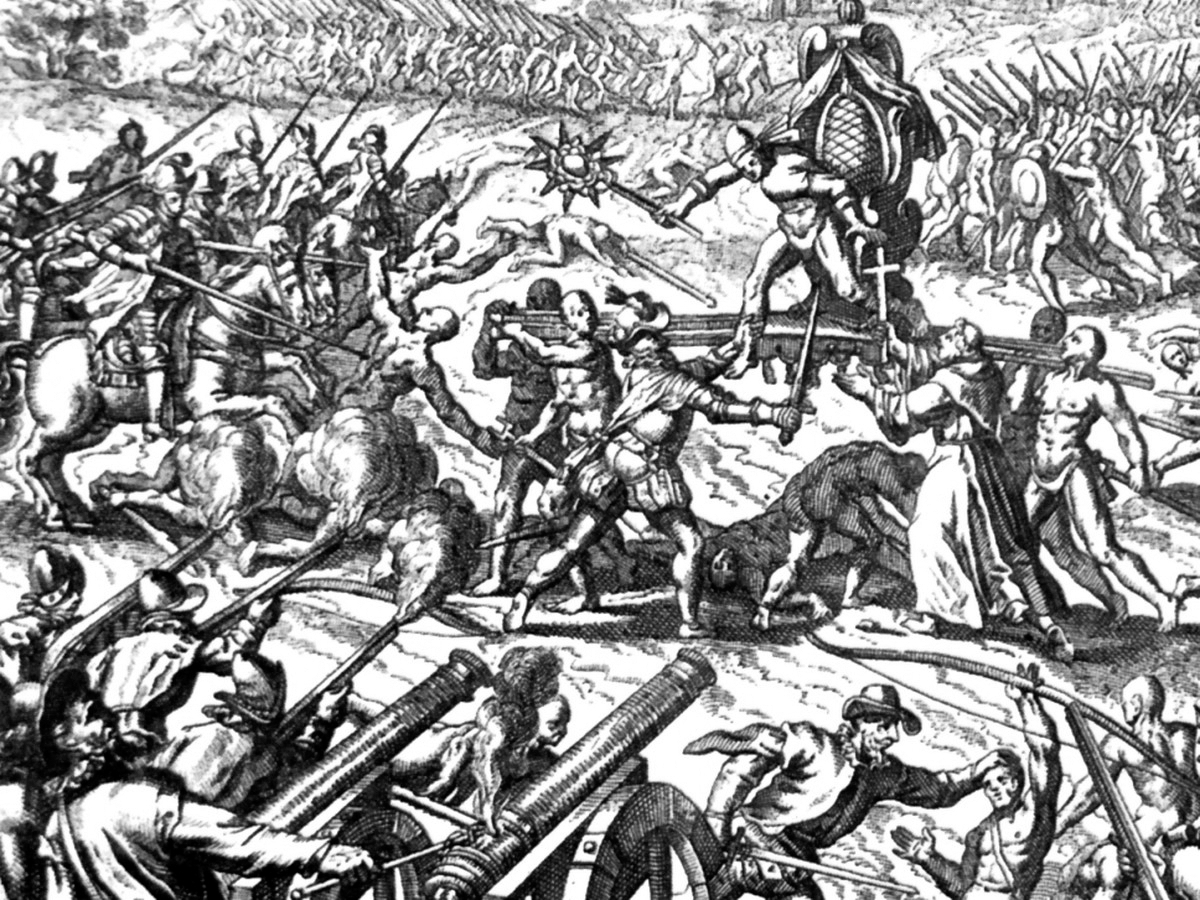
卡哈马卡战役，1532年11月16日。

著名的西班牙征服者，法兰西斯克·皮泽洛以及其兄弟贡萨罗和埃尔南多皆被南美洲的财富和权力所深深吸引。皮泽洛曾多次尝试从巴拿马的根据地进军秘鲁，于1524年的时候，他第一次离开巴拿马，但很快就在蓬塔昆马达战役中被哥伦比亚的土著所击败，被迫撤退；在第二次进军时，皮泽洛及其部下曾到达厄瓜多尔海岸的阿塔卡梅斯，但很快便遇见了一支不久前才被印加帝国征服的土著部落，导致不得不再次撤退。然而，皮泽洛仍然选择再次前进，并一直探索到了秘鲁北部的通贝斯地区，并在那里打听到印加皇帝坐拥许多财富的消息。由于无法得到西班牙本土对于另一次远征的支持，皮泽洛返回西班牙，并说服国王再次对南美洲进行一次全面入侵。于1532年，皮泽洛率领168名士兵返回秘鲁时，他发现这里与他5年前到达的时候大不相同，这是因为内战和流行病正在摧毁着整个印加帝国。
之后皮泽洛邀请阿塔瓦尔帕到自己的根据地进行交谈，但实际却是要对整个印加帝国施毒计。当阿塔瓦尔帕和他7000名手无寸铁的士兵和随从抵达卡哈马卡的时候，西班牙人突然发起袭击，卡哈马卡战役被点燃。受惊的印加人未能成功抵挡住西班牙人的攻势，反抗的力量极其微弱，皮泽洛以阵亡5人或更少的代价，杀死了2000名印加人，以至这场战役被后世贴上“大屠杀”的标签。皮泽洛及其部下当时采取了两种印加人闻所未闻的军事战术——西班牙军队利用骑兵冲锋陷阵，并结合炮火掩护，成功地击溃了对面的印加军队。另外使得西班牙人成功的因素亦包括印加人不曾拥有的钢剑、头盔以及盔甲。除此之外，西班牙人还拥有3门小火炮，能够完美地击败对方拥挤的军队。皮泽洛及其部下俘虏了阿塔瓦尔帕，并要求印加帝国以巨额的宝石和金属换回他们的萨帕·印卡。直到1533年5月，皮泽洛终于收到了他要求的所有宝藏，这些宝藏之后都被溶化、提炼并且制成条状。然而阿塔瓦尔帕仍然难逃厄运，他最后还是在1533年8月的时候被西班牙人绞死。

#### 西班牙人的鞏固與內戰

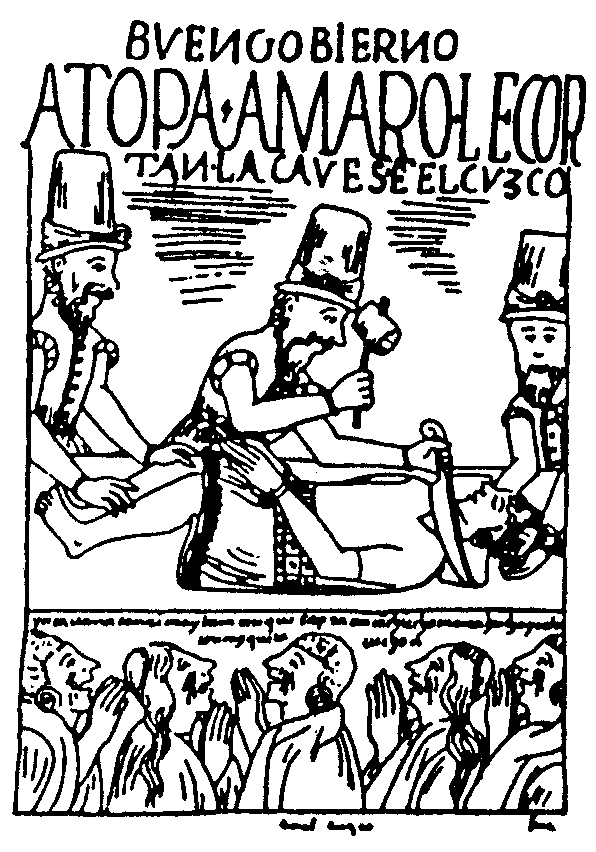
1572年，最後一位薩帕·印卡，图帕克·阿马鲁（Tupac Amaru），被西班牙殖民者處決。

阿塔瓦爾帕被處決後，皮泽洛便任命阿塔瓦爾帕的弟弟图帕克·瓦尔帕為印加帝國的傀儡統治者。之後皮泽洛的中尉，贝拉尔卡萨尔，率領了140名步兵和幾匹馬繼續向北行軍，接著征服了當時的厄瓜多爾地區，並在卡納里原住民的幫助，擊敗了印加將軍盧米尼亞維的軍隊。可隨後图帕克·瓦尔帕意外去世，留下弟弟曼科·印卡·尤潘基掌權。曼科·印卡·尤潘基以西班牙盟友的身份開始統治印加帝國，並且在帝國的南部受到屬於君王的尊重，但在基多地區的帝國北部，政局卻非常的動蕩，因為有許多餘下的印加將軍在那裡集結軍隊。在西班牙人成功奪回基多之前，印加軍隊便早已對基多地區造成了相當巨大的破壞，這令到帝國北部再也沒有可能出現任何有組織的叛亂了。遭受到西班牙人的虐待後，曼科·印卡決定造反，他選擇逃離西班牙人的羈押，並試圖在1537年的時候重新奪回庫斯科。然而，印加帝國的統治階層並沒有得到臣民的全力支持，曼科·印卡最終只能選擇撤退，首先逃離到奥扬泰坦博的要塞，然後進一步進入比尔卡班巴山區，在那裡建立了一個小型的新印加帝國，曼科·印卡自此才掌握了一些權力。而他的兒子，即图帕克·阿马鲁，也是最後一位薩帕·印卡，最終在1572年被西班牙人殺死。整場征服共歷時40年左右才完成。
在西班牙殖民者佔領秘魯的同時，法蘭西斯克·皮澤洛與迭戈·德·阿尔马格罗之間爆發了一場內戰，大致原因是為了爭奪那些被征服的地區的特權和利益，結果阿尔马格罗遭到擊殺。然而阿尔马格罗的餘部，即阿尔马格罗派（Almagristas），並沒有死心，並在之後殺了皮澤洛以報仇，但最後阿尔马格罗派還是在1542年的丘帕斯戰役中被擊敗，而他們的新領袖，迭戈·德·阿尔馬格罗二世也難逃被處決的厄運。西班牙殖民者之間的衝突並沒有就此結束，在2年後，當時的秘魯第一總督提出了一項有爭議性的法律，內部的矛盾再次被引發。贡萨罗·皮澤洛組建了一支由西班牙征服者所組成的軍隊去挑戰總督。這支新的起義軍最終在基多附近的伊納基托取得了勝利，然而在接下來的幾個月裏，當西班牙皇室宣佈赦免並廢除當地的新法律後，各界對贡萨罗的支持也就隨即遞減了。貢薩羅的大部分軍隊在庫斯科附近的萨克塞瓦曼战役爆發之前就已經拋棄了他，這致使貢薩羅不得不向敵方投降，最終被斬首。

#### 征服智利
1536年，西班牙人在迭戈·德·阿尔马格罗的带领下第一次尝试征服智利，但他的军队很快就在安地斯山脉附近遭遇挫折，纵然如此，西班牙殖民者的领导阶层依旧没有放弃这块充满着潜力的新土地。西班牙对智利的第二次入侵由佩德罗·德·巴尔迪维亚领导，他于1534年首次抵达南美洲，并曾在皮澤洛手下服过役。1540年，巴尔迪维亚率领了一支由150名西班牙人以及大约1000名印第安人组成的远征军进入智利。然而，培养这支军队受到了质疑，因为西班牙士兵的装备在南美洲都一直十分稀缺，因此许多人怀疑智利会不会是一个比秘鲁更加贫穷的地区。这支军队成功穿越阿塔卡马沙漠，并且避开险峻的安地斯山脉，直接杀入科皮亚波山谷。1540年年底，巴尔迪维亚和他的军队抵达科皮亚波河谷，并建立了一个新的领地——圣地亚哥。